# Douglas Chapman (Schauspieler)
Douglas „Doug“ Chapman ist ein kanadischer Schauspieler, Stuntman und Stunt Coordinator.

## Leben
Chapman machte 1994 seinen Bachelor of Arts in Informations- und Kommunikationsdesign in Medienkunst an der California State University, Chico. 1996 begann er seine Karriere als Schauspieler und Stuntman, wenige Jahre später folgten erste Tätigkeiten als Stunt Coordinator. Er ist Mitglied von Stunts Canada. 2004 wurde er für den Taurus World Stunt Award für den besten Feuerstunt nominiert.
Er war in den Filmen Chaos von 2005 und in Schwerter des Königs – Dungeon Siege von 2007 jeweils das Stuntdouble von Jason Statham. Im Film Watchmen – Die Wächter aus dem Jahr 2009 führte er die allererste Stunt-Feuerperformance auf seiner Haut ohne Schutzkleidung aus. 2013 wurde er für den Leo Award in der Kategorie „Best Stunt Coordination in a Motion Picture“ nominiert. 2014 spielte er im Film Zodiac – Die Zeichen der Apokalypse die Rolle des Agent Tyler.

## Filmografie (Auswahl)

### Schauspiel
- 1996: Street Gun
- 1997: Sprung ins Ungewisse (Breaking the Surface: The Greg Louganis Story, Fernsehfilm)
- 1997: Viper (Fernsehserie, Episode 3x05)
- 1998: Futuresport – Kämpfe um dein Leben! (Futuresport, Fernsehfilm)
- 2001: Fionas Website (So Weird, Fernsehserie, Episode 3x22)
- 2001: Dark Water
- 2003: Der Fall John Doe! (John Doe, Fernsehserie, Episode 1x15)
- 2003: Smallville (Fernsehserie, Episode 3x07)
- 2004: The Collector (Fernsehserie, Episode 1x02)
- 2004: Dead Zone (Fernsehserie, Episode 3x08)
- 2005: Fantastic Four
- 2005–2006: Stargate Atlantis (Stargate: Atlantis, Fernsehserie, 3 Episoden)
- 2006: Seed
- 2007: The Cleaner – Geheimagent auf Abwegen (Code Name: The Cleaner)
- 2007: Painkiller Jane (Fernsehserie, Episode 1x02)
- 2007: Traveler (Fernsehserie, Episode 1x05)
- 2008: Sea Beast – Das Ungeheuer aus der Tiefe (Troglodyte, Fernsehfilm)
- 2008: The Betrayed
- 2008: Der Tag, an dem die Erde stillstand (The Day the Earth Stood Still)
- 2009: Watchmen – Die Wächter (Watchmen)
- 2009: The Hole – Wovor hast Du Angst? (The Hole)
- 2009: Fringe – Grenzfälle des FBI (Fringe, Fernsehserie, Episode 2x01)
- 2010: Smokin' Aces 2: Assassins’ Ball
- 2010: KGB – Killer, Gejagter, Beschützer (Icarus)
- 2010: Fringe – Grenzfälle des FBI (Fringe, Fernsehserie, Episode 3x03)
- 2011: Somnolence (Kurzfilm)
- 2011: The Pilot Season Survival Guide (Kurzfilm)
- 2011: V – Die Besucher (V, Fernsehserie, Episode 2x08)
- 2011: Der jüngste Tag – Das Ende der Menschheit (Collision Earth, Fernsehfilm)
- 2011: Doomsday Prophecy – Prophezeiung der Maya (Doomsday Prophecy, Fernsehfilm)
- 2011: Armageddon 2012 – Die letzten Stunden der Menschheit (Earth’s Final Hours, Fernsehfilm)
- 2012: Return to Sender (Fernsehserie, 2 Episoden)
- 2012: Dawn Rider
- 2012: The Deal Master (Kurzfilm)
- 2012: Shadowplay (Kurzfilm)
- 2012–2013: Continuum (Fernsehserie, 2 Episoden)
- 2013: Motive (Fernsehserie, Episode 1x13)
- 2013–2014: Arrow (Fernsehserie, 3 Episoden)
- 2014: The Tomorrow People (Fernsehserie, Episode 1x11)
- 2014: Toxin
- 2014: Mech: Human Trials (Kurzfilm)
- 2014: Zodiac – Die Zeichen der Apokalypse (Zodiac: Signs of the Apocalypse, Fernsehfilm)
- 2014: Cedar Cove – Das Gesetz des Herzens (Cedar Cove, Fernsehserie, Episode 2x08)
- 2014: Along Came a Nanny (Fernsehfilm)
- 2015: The Flash (Fernsehserie, Episode 1x12)
- 2015: Verbrechen sind ihr Hobby (Miniserie, Episode 1x01)
- 2015: Motive (Fernsehserie, Episode 3x11)
- 2015: Detective McLean (Fernsehserie, Episode 1x05)
- 2015: Fargo (Fernsehserie, Episode 2x08)
- 2016: Zoo (Fernsehserie, 2 Episoden)
- 2016: Star Trek Beyond
- 2016–2018: Travelers – Die Reisenden (Travelers, 7 Episoden)
- 2017: The 100 (Fernsehserie, Episode 4x12)
- 2017: Planet der Affen: Survival (War for the Planet of the Apes)
- 2019: X-Men: Dark Phoenix (Dark Phoenix)
- 2019: The Man in the High Castle (Fernsehserie, Episode 4x05)
- 2019: Life XP (Fernsehserie, Episode 1x01)
- 2020: A Deadly Place
- 2021: Resident Alien (Fernsehserie, Episode 1x02)
- 2021: Batwoman (Fernsehserie, Episode 2x05)
- 2021: Legends of Tomorrow (DC’s Legends of Tomorrow, Fernsehserie, Episode 6x04)
- 2022: Sonic the Hedgehog 2
- 2022: Riverdale (Fernsehserie, 3 Episoden)

### Stunts
- 1996: Carpool
- 1996: Amoklauf aus Eifersucht (Mother, May I Sleep with Danger?, Fernsehfilm)
- 1996: Street Gun
- 1997: Sprung ins Ungewisse ( Breaking the Surface: The Greg Louganis Story, Fernsehfilm)
- 1997: Der Advokat des Teufels (The Advocate's Devil, Fernsehfilm)
- 1997: Misbegotten
- 1998: Octalus – Der Tod aus der Tiefe (Deep Rising)
- 1998: Mary’s Schweigen (Silencing Mary, Fernsehfilm)
- 1998: Die Schreckensfahrt der Orion Star (Voyage of Terror, Fernsehfilm)
- 1998: Leslie Nielsen ist sehr verdächtig (Wrongfully Accused)
- 1998: Dich kriegen wir auch noch! (Disturbing Behavior)
- 1998: Rupert's Land
- 1998: Futuresport – Kämpfe um dein Leben! (Futuresport)
- 1998: Schau nie nach unten! Die Angst am Abgrund (Don't Look Down, Fernsehfilm)
- 1999: Digital Virus – Killer aus dem System (Fatal Error, Fernsehfilm)
- 1999: Zugfahrt ins Jenseits (Atomic Train, Fernsehfilm)
- 1999: G-Saviour (Fernsehfilm)
- 1999: Freeway II – Highway to Hell (Freeway II: Confessions of a Trickbaby)
- 1999: Countdown ins Chaos (Y2K, Fernsehfilm)
- 2000: Mission to Mars
- 2000: Trixie
- 2000: Scary Movie
- 2000: The Man Who Used To Be Me (Fernsehfilm)
- 2000: Blood
- 2000: Just Deal (Fernsehserie)
- 2000–2001: First Wave – Die Prophezeiung (First Wave, Fernsehserie, 7 Episoden)
- 2001: Schrei wenn Du kannst (Valentine)
- 2001: Hals über Kopf (Head Over Heels)
- 2001: Crime is King (3000 Miles to Graceland)
- 2001: Day of Revenge – Verräterisches Spiel (Love and Treason, Fernsehfilm)
- 2001: Im Netz der Spinne (Along Came a Spider)
- 2001: Replicant
- 2001: Class Warfare (Fernsehfilm)
- 2001: Stumme Schreie im See II (Return to Cabin by the Lake, Fernsehfilm)
- 2001: Bones – Der Tod ist erst der Anfang (Bones)
- 2002: Spuren in den Tod (Brother’s Keeper, Fernsehfilm)
- 2002: Heart Attack – Die Bombe im Körper (Dead in a Heartbeat, Fernsehfilm)
- 2002: The Stickup
- 2002: Dead Heat – Tödliches Rennen (Dead Heat)
- 2002: Ballistic (Ballistic: Ecks vs. Sever)
- 2002: Extreme Ops
- 2003: Final Destination 2
- 2003: House of the Dead
- 2003: Agent Cody Banks
- 2003: The Core – Der innere Kern (The Core)
- 2003: X-Men 2 (X2)
- 2003: Freddy vs. Jason
- 2003: Buddy – Der Weihnachtself (Elf)
- 2003: Scary Movie 3
- 2003: Paycheck – Die Abrechnung (Paycheck)
- 2004: The Thing Below – Das Grauen lauert in der Tiefe (The Thing Below)
- 2004: Scooby Doo 2 – Die Monster sind los (Scooby Doo 2: Monsters Unleashed)
- 2004: Walking Tall – Auf eigene Faust (Walking Tall)
- 2004: 10.5 – Die Erde bebt (10.5, Fernsehfilm)
- 2004: Riddick: Chroniken eines Kriegers (The Chronicles of Riddick)
- 2004: White Chicks
- 2004: I, Robot
- 2004: Catwoman
- 2004: Blade: Trinity
- 2005: Alone in the Dark
- 2005: Fantastic Four
- 2005: Painkiller Jane
- 2005: Chaos
- 2006: Underworld: Evolution
- 2006: Scary Movie 4
- 2006: X-Men: Der letzte Widerstand (X-Men: The Last Stand)
- 2006: Snakes on a Plane
- 2006: Fido – Gute Tote sind schwer zu finden (Fido)
- 2007: The Cleaner – Geheimagent auf Abwegen (Code Name: The Cleaner)
- 2007: Schwerter des Königs – Dungeon Siege (In the Name of the King: A Dungeon Siege Tale)
- 2007: Ace of Hearts
- 2007: War
- 2007: Battle in Seattle
- 2007: Mein Kind vom Mars (Martian Child)
- 2007: Aliens vs. Predator 2 (Aliens vs. Predator: Requiem)
- 2008: Loch Ness – Die Bestie aus der Tiefe (Beyond Loch Ness, Fernsehfilm)
- 2008: Andromeda – Tödlicher Staub aus dem All (The Andromeda Strain, Fernsehfilm)
- 2008: Far Cry
- 2008: Schlappschuss 3 – Die Junior Liga (Slap Shot 3: The Junior League)
- 2009: Fireball (Fernsehfilm)
- 2009: Merlin und das Schwert Excalibur (Merlin and the Book of Beasts, Fernsehfilm)
- 2009: I Love You, Beth Cooper
- 2009: Encounter with Danger (Fernsehfilm)
- 2009: Fall 39 (Case 39)
- 2009: Rampage – Rache ist unbarmherzig (Rampage)
- 2010: Zahnfee auf Bewährung (Tooth Fairy)
- 2010: Gregs Tagebuch – Von Idioten umzingelt! (Diary of a Wimpy Kid)
- 2010: Inception
- 2011: Planet der Affen: Prevolution (Rise of the Planet of the Apes)
- 2011: Lost in Wilderness – Unter Wölfen (Crash Site)
- 2011: The Grey – Unter Wölfen (The Grey)
- 2012: Hell on Wheels (Fernsehserie, Episode 2x04)
- 2012: True Justice (Fernsehserie, 8 Episoden)
- 2012–2014: Arrow (Fernsehserie, 27 Episoden)
- 2013: Stonados: Wenn es Felsen regnet (Stonados, Fernsehfilm)
- 2013: Arrow: Year One (Fernsehspecial)
- 2013: Embrace of the Vampire
- 2014: Godzilla
- 2014: Nachts im Museum: Das geheimnisvolle Grabmal (Night at the Museum: Secret of the Tomb)
- 2015: Go with Me
- 2016: The Flash (Fernsehserie, Episode 3x05)
- 2016: Duellists (Kurzfilm)
- 2016: Come and Find Me
- 2017: Planet der Affen: Survival (War for the Planet of the Apes)
- 2017: Death Note
- 2019: Phil
- 2019: Enzo und die wundersame Welt der Menschen (The Art of Racing in the Rain )
- 2020: Batwoman (Fernsehserie, Episode 1x11)
- 2022: Peacemaker (Fernsehserie, Episode 1x01)

### Stuntkoordinator
- 1998: Teuflische Engel – Sie kriegen euch auch noch (Perfect Little Angels, Fernsehfilm)
- 1999: Mikes galaktisches Abenteuer (Can of Worms, Fernsehfilm)
- 2000: Mission to Mars
- 2000: Trixie
- 2000–2001: Los Luchadores (Fernsehserie, 15 Episoden)
- 2001: Mindstorm
- 2001: Dark Water
- 2001: Eis kalt (Out Cold)
- 2002: Greenmail – Die Bombe tickt! (Greenmail)
- 2006: Das kleine Mord-Problem (A Little Thing Called Murder, Fernsehfilm)
- 2006: 300
- 2007: Ace of Hearts
- 2008: Shred
- 2009: Watchmen – Die Wächter (Watchmen)
- 2009: Revenge of the Boarding School Dropouts
- 2010: Hot Tub – Der Whirlpool … ist ’ne verdammte Zeitmaschine! (Hot Tub Time Machine)
- 2011: Gregs Tagebuch 2 – Gibt’s Probleme? (Diary of a Wimpy Kid: Rodrick Rules)
- 2012: Hit 'n Strum
- 2012: Resident Evil: Retribution
- 2012: True Justice (Fernsehserie, 2 Episoden)
- 2012: Christmas Planner – Was für eine Bescherung (The Christmas Consultant, Fernsehfilm)
- 2012: Shadowplay (Kurzfilm)
- 2014–2016: Motive (Fernsehserie, 33 Episoden)
- 2015: Unveiled (Fernsehfilm)
- 2016–2018: Travelers – Die Reisenden (Travelers, Fernsehserie, 8 Episoden)
- 2020: Cheer Squad Secrets (Fernsehfilm)